# Movimiento contra la Guerra y el Fascismo
El Movimiento contra la Guerra y el Fascismo (Movement Against War and Fascism, MAWF) era una organización de frente comunista fundada en Australia en 1933. El MAWF organizaba mítines políticos, reuniones y publicaciones para promover la causa del comunismo, reclutar miembros, partidarios y activistas y promover un apoyo más amplio de la comunidad.
El MAWF fue instigado por Willi Münzenberg, líder alemán del Comintern que fundó una multitud de organizaciones de frente en su propósito de difundir la palabra y el poder de la Internacional Comunista.
Los miembros australianos incluían a Mary Wren, cuyas simpatías por el comunismo iban en contraste con las creencias de su padre, el católico conservador John Wren, Hugo Throssell, y el político del federal Partido Laborista de Australia Maurice Blackburn, que fue expulsado del PLA en 1937 por su pertenencia al MAWF. El movimiento instigó los acontecimientos que condujeron al intento de expulsión de Egon Kisch de Australia a finales de 1934 y comienzos de 1935.